# Reggenza di Pemalang
La reggenza di Pemalang (in indonesiano: Kabupaten Pemalang) è una reggenza dell'Indonesia, situata nella provincia di Giava Centrale.